# Vacunellidae
Vacunellidae zijn een uitgestorven familie van tweekleppigen uit de orde Myida.